# 1968年の音楽
1968年の音楽（1968ねんのおんがく）では、1968年（昭和43年）の音楽分野の動向についてまとめる。
1967年の音楽-1968年の音楽-1969年の音楽

## 概要・出来事
- テンプターズ[1]、タイガース[注 1]などグループ・サウンズの全盛期だった。
- 中村晃子「虹色の湖」がヒットし、一人GSとも呼ばれた。
- アングラ・フォークからザ・フォーク・クルセダーズ「帰って来たヨッパライ」が大ヒットとなった。アングラがテレビの歌番組でも放送された。
- この年のビルボード年間チャートのベスト5は以下のとおり。

1. ビートルズ 「ヘイ・ジュード」[2]
2. ポール・モーリア 「恋はみずいろ」
3. ボビー・ゴールズボロ 「ハニー（Honey）」
4. オーティス・レディング 「ドック・オブ・ベイ」
5. ラスカルズ 「自由への讃歌」

- ムード歌謡が流行した[注 2]。

## 詳細
- 1月4日 - オリコンシングルチャート正式に開始、第1回の1位は、黒沢明と・ロスプリモス「ラブユー東京」。
- 3月1日 - 米国CBSのレコード部門と日本の電機メーカー、ソニーの合弁によるレコード会社「CBS・ソニーレコード株式会社」（現・株式会社ソニー・ミュージックエンタテインメント）が設立。日本における資本自由化措置後第1号の合弁会社であった。それまで日本コロムビアから発売されていたコロムビア・レコードの日本での発売権を継承した。
- 11月4日 - フジテレビ系列にて音楽番組『夜のヒットスタジオ』放送開始（- 1990年10月3日）。これ以後20年以上にわたって、夜の音楽番組として放送された。
- 12月21日 - 第10回日本レコード大賞　天使の誘惑／黛ジュン
- 12月31日 - 第19回NHK紅白歌合戦

## 洋楽シングル
| - ビートルズ 「ヘイ・ジュード / レボリューション」 - ローリング・ストーンズ 「ジャンピン・ジャック・フラッシュ」「ストリート・ファイティング・マン」 - ジェームス・ブラウン 「セイ・イット・ラウド・アイム・ブラック・アンド・アイム・プラウド」「アイ・ガット・ザ・フィーリング」 - スライ&ザ・ファミリー・ストーン 「エヴリデイ・ピープル」 - オーティス・レディング 「ドック・オブ・ベイ」 - マーヴィン・ゲイ 「悲しいうわさ」68-69 - テンプテーションズ 「雨に願いを」 - ジョニー・テイラー 「フーズ・メイキング・ラヴ」 - ダイアナ・ロス&シュープリームス 「ラヴ・チャイルド」 - ポール・モーリア 「恋はみずいろ」 - ハーブ・アルパート 「ディス・ガイ」 - サイモン&ガーファンクル 「ミセス・ロビンソン」 - アレサ・フランクリン 「チェイン・オブ・フールズ」「エイント・ノー・ウェイ」 - アーチー・ベル&ザ・ドレルズ 「タイトゥン・アップ」 - ザ・バンド 「ザ・ウェイト / アイ・シャル・ビー・リリースト」 - メリー・ホプキン 「悲しき天使」 - ドノヴァン 「幻のアトランティス」「ハーディー・ガーディー・マン」 - CCR「スージーQ」 - ジョン・フレッド&プレイボーイ・バンド 「ジュディのごまかし」 - ゲイリー・パケットとユニオン・ギャップ 「ヤング・ガール」 - グレン・キャンベル 「ウィチタ・ラインマン」 - トラフィック 「フィーリン・オールライト」 - ブルー・チアー 「サマータイム・ブルース」 - マーヴィン・ゲイ&タミー・テレル 「恋はまぼろし」 - ディオン 「アブラハム、マーティン・アンド・ジョン」 - フィフス・ディメンション 「ストーンド・ソウル・ピクニック」 - デイヴ・ディー・グループ 「キサナドゥーの伝説」 - キンクス 「デイズ」 - ラスカルズ 「自由への讃歌」「ビューティフル・モーニング」 - ビージーズ 「ワーズ」 - セルジオ・メンデス&ブラジル '66 「フール・オン・ザ・ヒル」 - ホセ・フェリシアーノ 「ハートに火をつけて」 - ザ・ジミ・ヘンドリックス・エクスペリエンス 「見張塔からずっと」 - トミー・ジェイムス&ザ・ションデルズ 「モニー・モニー」「クリムズンとクローバー」 - ダスティ・スプリングフィールド 「プリーチャー・マン」 - フランソワーズ・アルディ 「さよならを教えて」 - ジョー・サウス 「孤独の影」 | - タートルズ 「エレノア」 - フリートウッド・マック 「アルバトロス (あほうどり)」 - ヒュー・マセケラ 「グレイジング・イン・ザ・グラス」 - ヤング・ホルト・アンリミテッド 「ソウルフル・ストラット」 - ジェリー・バトラー 「ネバー・ギブ・ユー・アップ」「ヘイ、ウェスタン・ユニオン・マン」 - ステッペンウルフ 「ワイルドでいこう!」「マジック・カーペット・ライド」 - サム&デイヴ 「アイ・サンキュー」 - ディオンヌ・ワーウィック 「サン・ホセへの道」「哀愁の花びらのテーマ」 - ジュディ・コリンズ 「青春の光と影」 - ウィリー・ミッチェル 「ソウル・セレナーデ」 - キャンド・ヒート 「オン・ザ・ロード・アゲイン」 - メリリー・ラッシュ&ザ・ターナバウツ 「朝の天使」 - グレイトフル・デッド 「ダーク・スター」 - リチャード・ハリス 「マッカーサー・パーク」 - ディープ・パープル 「ハッシュ」 - アニマルズ 「スカイ・パイロット」 - クレイジー・ワールド・オブ・アーサー・ブラウン 「ファイアー」 - クラレンス・カーター 「バック・ドア・サンタ」 - タイロン・デイヴィス 「心変りがしたくて」 - イントルーダーズ 「カウボーイズ・トゥ・ガールズ」 - デルズ「ステイ・イン・マイ・コーナー」 - ゾンビーズ 「ふたりのシーズン」 - ファウンデーションズ 「恋の乾草」 - ジェイとアメリカンズ 「ディス・マジック・モーメント」 - ジーニー・C・ライリー 「ハーパー・バレー・PTA」 - ボビー・ゴールズボロ 「ハニー」 - タミー・ワイネット 「スタンド・バイ・ユア・マン」 - ジョニー・キャッシュ 「フォルサム・プリズン・ブルース」 - リトル・ミルトン「グリッツ・エイント・グローサリーズ」 |

## 洋楽アルバム
- ビートルズ 『ザ・ビートルズ』
- ローリング・ストーンズ 『ベガーズ・バンケット』
- ドアーズ 『太陽を待ちながら』
- アイアン・バタフライ 『ヘヴィー』
- サイモン&ガーファンクル 『ブックエンド』
- ザ・バンド 『ミュージック・フロム・ビッグ・ピンク』
- アレサ・フランクリン 『レディ・ソウル』
- ザ・ジミ・ヘンドリックス・エクスペリエンス 『エレクトリック・レディランド』
- ヴァン・モリソン 『アストラル・ウィークス』
- ゾンビーズ 『オデッセイ・アンド・オラクル』
- ザ・バーズ『名うてのバード兄弟』
- スピリット『スピリット』
- ドクター・ジョン 『グリ・グリ』
- クリーム 『クリームの素晴らしき世界』
- ローラ・ニーロ 『イーライと13番目の懺悔』
- ジョーン・バエズ 『エニー・デイ・ナウ』
- トラフィック 『トラフィック』
- ウォルター・カーロス 『スウィッチト・オン・バッハ』
- ジェイムズ・コットン 『カット・ユー・ルース』

## 総合シングル・チャート
1968年・年間TOP50。邦楽・洋楽総合
- データ集計会社オリコン1968年

※1968年1月4日付 - 1968年11月25日付
- 1位 千昌夫：「星影のワルツ」
- 2位 ザ・フォーク・クルセダーズ：「帰って来たヨッパライ」
- 3位 ピンキーとキラーズ：「恋の季節」
- 4位 鶴岡雅義と東京ロマンチカ：「小樽のひとよ」
- 5位 伊東ゆかり：「恋のしずく」
- 6位 ザ・タイガース：「花の首飾り／銀河のロマンス」
- 7位 サイモン&ガーファンクル：「サウンド・オブ・サイレンス」
- 8位 小川知子：「ゆうべの秘密」
- 9位 ビージーズ：「マサチューセッツ」
- 10位 ザ・タイガース：「シー・シー・シー」
- 11位 青江三奈：「伊勢佐木町ブルース」
- 12位 津山洋子・大木英夫：「新宿そだち」
- 13位 森進一：「盛り場ブルース」
- 14位 パープルシャドウズ：「小さなスナック」
- 15位 中井昭・高橋勝とコロラティーノ：「思案橋ブルース」
- 16位 ザ・テンプターズ：「エメラルドの伝説」
- 17位 黒木憲：「霧にむせぶ夜」
- 18位 黛ジュン：「天使の誘惑」
- 19位 ザ・テンプターズ：「神様お願い!」
- 20位 黛ジュン：「夕月」
- 21位 ザ・タイガース：「君だけに愛を」
- 22位 森進一：「花と蝶」
- 23位 中村晃子：「虹色の湖」
- 24位 美川憲一：「釧路の夜」
- 25位 黒沢明とロス・プリモス：「雨の銀座」
- 26位 伊東ゆかり：「星を見ないで」
- 27位 西田佐知子：「涙のかわくまで」
- 28位 黒沢明とロス・プリモス：「ラブユー東京」
- 29位 ザ・ダーツ：「ケメ子の歌」
- 30位 黛ジュン：「乙女の祈り」
- 31位 森進一：「命かれても」
- 32位 黒沢明とロス・プリモス：「たそがれの銀座」
- 33位 布施明：「愛の園」
- 34位 モンキーズ：「デイドリーム」
- 35位 オックス：「ガール・フレンド」
- 36位 ジャッキー吉川とブルーコメッツ：「こころの虹」
- 37位 ザ・フォーク・クルセダーズ：「悲しくてやりきれない」
- 38位 1910フルーツガム・カンパニー：「サイモンセッズ」
- 39位 ザ・ワイルドワンズ：「バラの恋人」
- 40位 北島三郎：「薩摩の女」
- 41位 佐良直美：「世界は二人のために」
- 42位 モンキーズ：「すてきなバレリ」
- 43位 ザ・タイガース：「廃虚の鳩」
- 44位 ロス・インディオス：「知りすぎたのね」
- 45位 オーティス・レディング：「ドック・オブ・ベイ」
- 46位 鶴岡雅義と東京ロマンチカ：「旅路のひとよ」
- 47位 ザ・テンプターズ：「おかあさん」
- 48位 ビートルズ：「ヘイ・ジュード」
- 49位 ザ・ゴールデン・カップス：「長い髪の少女」
- 50位 モンキーズ：「モンキーズのテーマ」

## 邦楽アルバム
- ザ・テンプターズ：「ザ・テンプターズ・ファースト・アルバム」
- ザ・タイガース：「世界はボクらを待っている」
- ザ・タイガース：「ヒューマン・ルネッサンス」
- ザ・スパイダース：「明治百年　スパイダース七年」

## 主な音楽賞
| 賞                                       | 受賞作・受賞者 |
| ---------------------------------------- | --- |
| 第18回サンレモ音楽祭                     | - 大賞 - セルジオ・エンドリゴとロベルト・カルロス「Canzone per te」 |
| 第13回ユーロビジョン・ソング・コンテスト | - マシェル「ラ・ラ・ラ」 |
| 第10回日本レコード大賞                   | - 大賞 - 天使の誘惑／黛ジュン - 歌唱賞 - 誰もいない／菅原洋一 - 伊勢佐木町ブルース／青江三奈 - 旅路のひとよ／鶴岡雅義と東京ロマンチカ - 新人賞 - あなたのブルース／矢吹健 - くちづけが怖い／久美かおり - 恋の季節／ピンキーとキラーズ |
| 第10回グラミー賞                         | - 最優秀レコード賞 - フィフス・ディメンション「ビートでジャンプ」 |
| 第6回ゴールデン・アロー賞                | - 新人賞 - ピンキーとキラーズ - 話題賞 - 青島幸男 - グラフ賞 - 丸山明宏 |
| 第6回レコード・アカデミー大賞            | - 大賞 - シェリング「無伴奏ヴァイオリンのためのソナタとパルティータ全曲」 |
| 第1回下谷賞                              | - 作曲賞 - 岩河三郎「冬山に逝ける若者への祈り」 |
| 第1回日本有線大賞                        | - 大賞 - 森進一「盛り場ブルース」 |
| 第1回全日本有線放送大賞                  | - グランプリ - 森進一「盛り場ブルース」 |
| 第1回日本作詩大賞                        | - 大賞 - 水前寺清子「いつでも君は」（作詞:星野哲郎） |
| 第1回新宿音楽祭                          | - 金賞 - 矢吹健、はつみ・かんな、久保内成幸とロマネスクセブン - 銀賞 - サトー・ノト、早瀬一也、東弘子(叶ひろ子)、可奈まゆみ、ジョーヤ増淵とアフロアミーゴス - 銅賞 - 芥川澄夫ほか                                                     |

## 日本武道館公演
- 1月3日 - ウォーカー・ブラザーズ
- 3月10日 - ザ・タイガース（初の日本人音楽バンドによる公演）
- 10月3日・4日 - モンキーズ

## デビュー
- 1月25日 - ザ・ジャイアンツ／ケメ子の唄
- 2月1日 - ザ・ダーツ／ケメ子の歌
- 2月1日 - 小川知子／ゆうべの秘密
- 2月5日 - 酒井和歌子／大都会の恋人たち　（江夏圭介と）
- 2月5日 - 江美早苗／涙でかざりたい
- 2月10日 - ザ・ジェノバ／サハリンの灯は消えず
- 3月10日 - 松平ケメ子／私がケメ子よ
- 3月25日 - ジャックス／からっぽの世界
- 3月25日 - パープル・シャドウズ／小さなスナック
- 4月 - 大原麗子／ピーコック・ベイビー
- 4月1日 - 響かおる／太陽がこわいの
- 5月1日 - ザ・キングトーンズ／グッド・ナイト・ベイビー
- 5月5日 - オックス／ガールフレンド
- 5月10日 - 梢みわ／恋のバイカル
- 5月10日 - ザ・ホワイト・キックス／アリゲーター・ブーガルー
- 6月 - はつみかんな／乙女の季節
- 6月5日 - 矢吹健／あなたのブルース
- 6月15日 - 久美かおり／くちづけが怖い
- 6月10日 -  ザ・ドリフターズ／ズッコケちゃん いい湯だな
- 7月1日 - じゅん&ネネ／愛するってこわい
- 7月1日 - ザ・リガニーズ／海は恋してる
- 7月1日 - ザ・バンド／『ミュージック・フロム・ビッグ・ピンク』
- 7月5日 - 小山ルミ／はじめてのデート
- 7月15日 - 川奈ミキ／夢のソネット
- 7月15日 - 水木一郎／君にささげる僕の歌
- 7月20日 - ピンキーとキラーズ／恋の季節
- 8月 - ザ・フローラル／涙は花びら
- 8月1日 - ジローズ／あなただけに
- 8月5日 - あおい輝彦／僕の秘密
- 8月30日 - メリー・ホプキン／悲しき天使
- 9月5日 - 岡林信康／山谷ブルース
- 9月5日 - フォーリーブス／オリビアの調べ
- 9月5日 - アダムス／旧約聖書
- 9月5日 - 英亜里／花を咲かせて
- 9月5日 - 浅尾千亜紀／涙をみせないわ
- 10月 - 東光夫（現・仲雅美）／しあわせ呼ぼう
- 10月1日 - 篠ヒロコ／水色の風
- 10月10日 - フォー・セインツ／小さな日記
- 10月15日 - ヒデとロザンナ／愛の奇跡
- 10月25日 - 和田アキ子／星空の孤独
- 11月 - ズー・ニー・ヴー／水夫のなげき
- 12月5日 - チコとビーグルス／帰り道は遠かった
- 月日不明 - 高波晃（現・中条きよし）／帰って来た波止場

## 解散・活動休止
- アストロノウツ
- クリーム
- ザ・クーガーズ
- ザ・サベージ
- ザ・シーカーズ
- ザ・シャングリラス
- ザ・トイズ
- ザ・フォーク・クルセダーズ（10月17日）
- ザ・ホワイト・キックス
- ザ・マイクス
- ザ・ヤードバーズ
- ジ・エドワーズ
- ジェット・ブラザース
- バッファロー・スプリングフィールド
- フレディ&ザ・ドリーマーズ
- ユキとヒデ
- レインボウズ

## 誕生
- 1月4日 - 松尾潔（福岡県、音楽プロデューサー・作詞家）
- 1月5日 - 瀧川一郎（京都府、ギタリスト、D'ERLANGER）
- 1月11日 - 内海光司（東京都、歌手・俳優、元光GENJI）
- 1月11日 - 白根賢一（東京都、歌手、GREAT3）
- 1月12日 - 石原詢子（岐阜県、演歌歌手）
- 1月13日 - キム・ゴンモ（、歌手）
- 1月13日 - Chara（埼玉県、シンガーソングライター、YEN TOWN BAND）
- 1月13日 - 長山洋子（東京都、歌手）
- 1月13日 - 三浦りさ子（、タレント・元歌手）
- 1月14日 - 伍佰（、歌手・俳優）
- 1月14日 - LL・クール・J（、ラッパー）
- 1月14日 - 松居直美（茨城県、タレント・元歌手）
- 1月19日 - 川井郁子（香川県、ヴァイオリニスト）
- 1月19日 - 斎藤有太（東京都、キーボーディスト）
- 1月22日 - 半野喜弘（大阪府、ミュージシャン）
- 1月22日 - HEATH（兵庫県、ベーシスト、X JAPAN、+2023年）
- 1月23日 - 高戸靖広（岡山県、声優・元歌手）
- 1月23日 - 葉加瀬太郎（大阪府、ヴァイオリニスト、元クライズラー&カンパニー）
- 1月24日 - マイケル・キスク（、歌手）
- 1月25日 - t-kimura/木村貴志（歌手、元m.o.v.e/元Favorite Blue）
- 1月27日 - マイク・パットン（、歌手・作曲家、フェイス・ノー・モア）
- 1月28日 - サラ・マクラクラン（、シンガーソングライター）
- 2月1日 - リサ・マリー・プレスリー（、歌手、+2023年）
- 2月1日 - 押尾コータロー（大阪府、ギタリスト）
- 2月5日 - 菅原サトル（秋田県、歌手、元revenus）
- 2月5日 - 矢部達哉（東京都、ヴァイオリニスト）
- 2月7日 - 寺岡呼人（広島県、歌手、JUN SKY WALKER(S)/元The Little Monsters Family/カーリングシトーンズ）
- 2月19日 - 根本健一（東京都、ベーシスト、SA）
- 2月20日 - いしのようこ（兵庫県、タレント・女優・歌手）
- 2月24日 - ハシケン（埼玉県、ミュージシャン）
- 2月28日 - 安宅美春（富山県、ギタリスト、元KIX-S）
- 2月29日 - 飯島直子（神奈川県、女優・タレント・元歌手）
- 3月1日 - 相楽晴子（福島県、女優・タレント・元歌手）
- 3月4日 - パッツィ・ケンジット（、歌手）
- 3月8日 - 坂下たけとも（北海道、ギタリスト、元BAD SiX BABiES/元SADS/THE SLUT BANKS）
- 3月11日 - 大沢たかお（東京都、俳優・元歌手）
- 3月11日 - リサ・ローブ（、シンガーソングライター）
- 3月13日 - 奥井雅美（兵庫県、シンガーソングライター、JAM Project）
- 3月15日 - カヒミ・カリィ（栃木県、シンガーソングライター）
- 3月17日 - SHIHO（宮崎県、元歌手）
- 3月17日 - 新田恵利（埼玉県、歌手、元おニャン子クラブ）
- 3月18日 - 三木眞一郎（東京都、声優・歌手、元Weiß）
- 3月18日 - 松本友里（東京都、女優・元歌手、+2010年）
- 3月20日 - 田島由紀子（山形県、歌手、元BARGAINS）
- 3月22日 - 鈴木新（愛知県、ギタリスト、元黒夢/元VINYL/元SUPER DROP BABIES/元Bordeaux）
- 3月22日 - ユーロニモス（、歌手、メイヘム、+1993年）
- 3月23日 - デーモン・アルバーン（、シンガーソングライター、ブラー）
- 3月26日 - ジェームス・イハ（、ギタリスト、スマッシング・パンプキンズ）
- 3月27日 - ウエノコウジ（広島県、ベーシスト、元THEE MICHELLE GUN ELEPHANT/Radio Caroline/the HIATUS/THE King ALL STARS）
- 3月30日 - セリーヌ・ディオン（、歌手）
- 4月1日 - 渡部チェル（東京都、作曲家、RIDER CHIPS）
- 4月1日 - 柴草玲（埼玉県、歌手、元チカブーン）
- 4月2日 - 原朋信（新潟県、ミュージシャン・音楽プロデューサー）
- 4月3日 - セバスチャン・バック（、歌手、元スキッド・ロウ）
- 4月4日 - NARGO（東京都、トランペッター、東京スカパラダイスオーケストラ）
- 4月5日 - ポーラ・コール（、歌手）
- 4月12日 - 石田ショーキチ（静岡県、歌手、元Spiral Life/元Scudelia Electro/MOTORWORKS）
- 4月12日 - 宇川直宏（現代美術家・映像作家、UKAWANIMATION!）
- 4月12日 - 牟田昌広（ドラマー、THE STREET BEATS）
- 4月13日 - ネクロブッチャー（、ベーシスト、メイヘム）
- 4月14日 - 小沢健二（神奈川県、シンガーソングライター、元フリッパーズ・ギター）
- 4月14日 - 満園英二（愛知県、ドラマー、THE SLUT BANKS/元SADS/元The DUST'N'BONEZ）
- 4月20日 - 紀里谷和明（熊本県、映画監督・元ミュージックビデオ監督）
- 4月25日 - カイ・アドメイト（、ピアニスト）
- 4月28日 - 生稲晃子（東京都、女優・元歌手、元おニャン子クラブ）
- 5月2日 - 緑川光（栃木県、声優・歌手）
- 5月3日 - 掟ポルシェ（北海道、歌手、ロマンポルシェ。）
- 5月4日 - 菊池桃子 (東京都、歌手・女優)
- 5月4日 - 清水泰次（北海道、ベーシスト、怒髪天）
- 5月5日 - 森川美穂（大阪府、歌手・女優）
- 5月6日 - 佐藤健太（東京都、俳優・元歌手）
- 5月8日 - Kダブシャイン（東京都、ヒップホップMC、元KGDR）
- 5月17日 - 城之内早苗（茨城県、演歌歌手、元おニャン子クラブ）
- 5月17日 - 弥吉淳二（福岡県、ギタリスト、元stereo criminals、+2018年）
- 5月19日 - カイル・イーストウッド（、ベーシスト）
- 5月23日 - 片寄明人（東京都、歌手、GREAT3）
- 5月26日 - 岩井由紀子（神奈川県、元タレント・元歌手、元おニャン子クラブ）
- 5月27日 - 安部純（兵庫県、歌手・作曲家）
- 5月28日 - カイリー・ミノーグ（、歌手）
- 6月1日 - ジェイソン・ドノヴァン（、歌手）
- 6月5日 - 日高央（千葉県、歌手、元PESELA-QUESELA-IN/元BEAT CRUSADERS/元モノブライト/THE STARBEMS）
- 6月6日 - 桜井秀俊（広島県、ミュージシャン、真心ブラザーズ/元Rosetta Garden）
- 6月8日 - SEIZI（広島県、ギタリスト、THE STREET BEATS）
- 6月10日 - 神奈延年（東京都、声優・元歌手）
- 6月13日 - 森口博子（福岡県、歌手・タレント）
- 6月13日 - 河合美智子（神奈川県、女優・元歌手）
- 6月17日 - 佐野まり（愛知県、チャランゴ奏者）
- 6月17日 - 岡本達也（ベーシスト、元PLAGUES）
- 6月18日 - 谷田部憲昭（静岡県、ミュージシャン、元MAGIC）
- 6月20日 - バリー・スパークス（、ベーシスト、元ドッケン/元マイケル・シェンカー・グループ/元UFO）
- 6月23日 - 上地等（沖縄県、キーボーディスト、BEGIN）
- 6月30日 - フィル・アンセルモ（、歌手、パンテラ/ダウン）
- 7月1日 - 内田幸宏/内田宜宏（秋田県、歌手、元Cup's）
- 7月2日 - トニー・コスタンザ（、ドラマー、元マシーン・ヘッド、+2020年）
- 7月5日 - 伊藤賢治（東京都、ゲーム作曲家）
- 7月6日 - 大西結花（大阪府、女優・元歌手）
- 7月10日 - チバユウスケ（神奈川県、歌手、元THEE MICHELLE GUN ELEPHANT/元ROSSO/元THE MIDWEST VIKINGS/元Midnight Bankrobbers/元Star Casino/The Birthday）
- 7月10日 - 福島康之（東京都、歌手、バンバンバザール）
- 7月13日 - 南央美（東京都、声優・元歌手）
- 7月15日 - 比嘉栄昇（沖縄県、歌手、BEGIN）
- 7月17日 - 吉野寿（北海道、歌手、eastern youth）
- 7月19日 - 杉本彩（京都府、女優・タレント・元歌手）
- 7月21日 - 加藤いづみ（愛媛県、歌手）
- 7月31日 - 鈴木哲彦（大阪府、歌手、元little by little）
- 8月1日 - 成田昭次（愛知県、ミュージシャン、元男闘呼組）
- 8月3日 - 志賀泰伸（神奈川県、医療従事者・元歌手、忍者）
- 8月4日 - オルガ・ノイヴィルト（、作曲家）
- 8月10日 - 岩井小百合（神奈川県、元歌手）
- 8月11日 - 黒沢健一（茨城県、歌手、元L⇔R、+2016年）
- 8月11日 - チャーリー・セクストン（、ギタリスト・歌手）
- 8月12日 - 網浜直子（兵庫県、女優・歌手）
- 8月12日 - 武田久美子（静岡県、女優・元歌手）
- 8月16日 - 前田耕陽（東京都、ミュージシャン、元男闘呼組）
- 8月17日 - はたけ（大阪府、ギタリスト・音楽プロデューサー、シャ乱Q）
- 8月18日 - ブライアン・ティッシー（、ドラマー、元ホワイトスネイク）
- 8月20日 - 白鳥由里（神奈川県、声優・元歌手）
- 8月22日 - 佐野量子（静岡県、元女優・元歌手）
- 8月22日 - 羽野晶紀（京都府、女優・元歌手）
- 8月23日 - THE CRAZY SKB（ミュージシャン・プロレスラー、元恐悪狂人団/元ハイテクノロジー・スーサイド/QP-CRAZY/猛毒/元怪奇!!動物アジテーター）
- 8月23日 - 大至伸行（茨城県、歌手・元大相撲力士）
- 8月24日 - きただにひろし（山口県、歌手、JAM Project）
- 8月24日 - 高嶋ちさ子（東京都、ヴァイオリニスト）
- 8月25日 - 上田剛士（神奈川県、歌手、元THE MAD CAPSULE MARKETS/AA=）
- 8月26日 - 竹村延和（大阪府、テクノミュージシャン）
- 8月28日 - TORUxxx（ギタリスト、THE STAR CLUB）
- 9月2日 - 相原隆行（東京都、ゲーム作曲家）
- 9月2日 - 柴田一郎（ドラマー、元ゆらゆら帝国）
- 9月7日 - 和泉容（埼玉県、歌手）
- 9月10日 - ビッグ・ダディ・ケイン（、ラッパー）
- 9月21日 - 伊藤文乃（東京都、ヴァイオリニスト）
- 9月23日 - 島袋優（沖縄県、ギタリスト、BEGIN）
- 9月25日 - ウィル・スミス（、俳優・ラッパー）
- 9月26日 - かせきさいだぁ（静岡県、ラッパー、Baby&CIDER≡）
- 9月28日 - レーナ・マリア（、ゴスペルシンガー）
- 9月29日 - アレックス・スコルニック（、ギタリスト、テスタメント）
- 10月3日 - 木山裕策（大阪府、歌手）
- 10月5日 - 大喜多正毅（ミュージックビデオ監督）
- 10月7日 - トム・ヨーク（、レディオヘッド）
- 10月11日 - 室姫深（神奈川県、ギタリスト、元THE MAD CAPSULE MARKET'S/元DIE IN CRIES/元THE SPIN）
- 10月11日 - K.A.Z（山梨県、ギタリスト、オブリヴィオン・ダスト/元VAMPS）
- 10月13日 - カルロス・マリン（、歌手、イル・ディーヴォ）
- 10月15日 - 清水ひろたか（長野県、歌手、元ブリッジ）
- 10月17日 - 小幡洋子（東京都、元歌手）
- 10月17日 - ワタナベイビー（東京都、歌手、ホフディラン）
- 10月20日 - 吉沢秋絵（東京都、元歌手）
- 10月24日 - 春川玲子（奈良県、歌手、JITTERIN'JINN）
- 10月26日 - 井森美幸（群馬県、タレント・元歌手）
- 10月29日 - つんく（大阪府、シンガーソングライター・音楽プロデューサー、シャ乱Q）
- 10月30日 - 清春（岐阜県、歌手、元黒夢/元SADS）
- 11月6日 - 飯田成一（静岡県、ベーシスト、元ZI:KILL/元CRAZE/元vez）
- 11月12日 - 久川綾（大阪府、声優・元歌手）
- 11月19日 - 麻倉あきら（愛知県、歌手）
- 11月24日 - yukihiro（千葉県、ドラマー、元ZI:KILL/元DIE IN CRIES/L'Arc〜en〜Ciel/acid android/geek sleep sheep）
- 11月24日 - 丹下紘希（岐阜県、ミュージックビデオ監督）
- 11月26日 - クレア・リトリー（、歌手）
- 11月27日 - 村田恵里（三重県、元歌手、元FUNNY GENE）
- 11月28日 - ken（滋賀県、ギタリスト、L'Arc〜en〜Ciel/元SONS OF ALL PUSSYS）
- 11月30日 - ウチダトモヒロ（栃木県、作家・作曲家）
- 11月30日 - 松本梨香（神奈川県、声優・歌手）
- 12月4日 - 會田茂一（東京都、ミュージシャン、元EL-MALO/元HiGE）
- 12月5日 - 渕崎ゆり子（東京都、声優・元歌手）
- 12月6日 - ウェイウェイ・ウー（、二胡奏者）
- 12月7日 - 山中さわお（北海道、歌手、the pillows/THE PREDATORS）
- 12月10日 - 荻野目洋子（千葉県、歌手）
- 12月11日 - 榊いずみ（兵庫県、歌手）
- 12月12日 - 藤森夕子（東京都、女優・元歌手、元C.C.ガールズ）
- 12月13日 - チェン・ミン（、二胡奏者）
- 12月19日 - MASAKI（大阪府、ベーシスト、元JACKS'N'JOKER/元アニメタル/元CANTA/地獄カルテット）
- 12月27日 - 濱田マリ（兵庫県、歌手・女優、モダンチョキチョキズ）
- 12月28日 - 武藤昭平（福岡県、歌手、 勝手にしやがれ）
- 12月31日 - まこと（大阪府、ドラマー・作詞家、シャ乱Q）
- 月日不明 - ナガハタゼンジ（福岡県、ミュージシャン）
- 月日不明 - TAROかまやつ（東京都、ミュージシャン）

## 死去
- 2月5日 - 阿部武雄（山形県、作曲家、*1902年）
- 2月13日 - イルデブランド・ピツェッティ（、作曲家、*1880年）
- 2月15日 - リトル・ウォルター（、ブルース・ハーモニカ奏者、*1930年）
- 3月6日 - イシャ・クレイチー（、作曲家、*1904年）
- 3月16日 - マリオ・カステルヌオーヴォ＝テデスコ（、作曲家、*1895年）
- 4月15日 - ボリス・リャトシンスキー（、作曲家・指揮者、*1895年）
- 5月24日 - バーナード・ロジャース（、作曲家、*1893年）
- 5月26日 - リトル・ウィリー・ジョン（、R&Bシンガー、*1937年）
- 6月15日 - ウェス・モンゴメリー（、ジャズ・ギタリスト、*1923年）
- 7月30日 - ヨン・レイフス（、作曲家、*1899年）
- 10月8日 - フランク・スキナー（、作曲家、*1897年）
- 11月11日 - ジャンヌ・ドゥメッシュー（、オルガニスト・作曲家、*1921年）
- 12月5日 - 真木不二夫（東京都、歌手、*1919年）
- 12月13日 - 佐藤千夜子（山形県、歌手、*1897年）